# オレイルエタノールアミド
オレイルエタノールアミド（Oleoylethanolamide、OEA）は内因性のペルオキシソーム増殖剤活性化受容体α（PPAR-α）作動薬である。天然に存在するエタノールアミド脂質で、マウスやニシキヘビを含む多くの脊椎動物の摂食と体重を調節する。
内因性カンナビノイドであるアナンダミドより短鎖で一価不飽和のアナログであるが、アナンダミドと異なり、カンナビノイド経路とは独立したPPAR-α活性化により脂肪分解を促進する。
食事の後、ホスファチジルエタノールアミン（PE）から小腸で2段階の反応を経て産生される。まずN-アシルトランスフェラーゼ（NAT）活性により、PEの遊離アミノ末端にsn-1-オレイルホスファチジルコリンに由来するアシル基（sn-1位のオレイン酸）が結合する。これにより生成されたN-アシルホスファチジルエタノールアミンが、N-アシルホスファチジルエタノールアミン特異的ホスホリパーゼD（NAPE-PLD）により、ホスファチジン酸とOEAに加水分解される。OEAをはじめとする生理活性脂質アミドの生合成は、胆汁酸によって調節されている。
近年発見されたカンナビノイド受容体であるGPR119に結合する事が示されており、この受容体の内因性リガンドである事が示唆されている。
リソソーム分子との相互作用により、線虫（Caenorhabditis elegans ）の寿命を延ばす事が報告されている。